# Squamulininae
Squamulininae es una subfamilia de foraminíferos bentónicos de la familia Squamulinidae, de la superfamilia Squamulinoidea, del suborden Miliolina y del orden Miliolida. Su rango cronoestratigráfico abarca el Holoceno.

## Clasificación
Squamulininae incluye al siguiente género:
- Squamulina